# إيبيابينا
إيبيابينا بلدية في ولاية سيارا في المنطقة الشمالية الشرقية من البرازيل.